# Korobona
Korobona is een geslacht van halfvleugeligen uit de familie schuimcicaden (Cercopidae). De wetenschappelijke naam van dit geslacht is voor het eerst geldig gepubliceerd in 1909 door Distant.

## Soorten
Het geslacht Korobona  is monotypisch en omvat slechts de volgende soort:
- Korobona lineata Distant, 1909